# Oberon Council
Oberon Council is een Local Government Area (LGA) in de Australische deelstaat New South Wales. Oberon Council telt 4.817 inwoners. De hoofdplaats is Oberon .